# Alice Sartori
Alice Sartori, née le 13 septembre 2001, est une joueuse internationale italienne de rink hockey.

## Palmarès
En 2016, elle participe au championnat du monde.